# I-18
I-18 — підводний човен Імперського флоту Японії, який брав участь у Другій світовій війні.

## Передвоєнна історія
Корабель спорудили на верфі Sasebo Navy Yard. Човни типу C (він же клас I-16), до яких належав I-18, мали великі розміри (їх надводна водотоннажність перевищувала підводний показник океанських субмарин США) та могли нести мінісубмарину для диверсійних операцій.
I-18 завершили в січні 1941 року, а потім включили до складу 2-ї дивізії підводних човнів (через рік під час реорганізації його перевели до 1-ї дивізії підводних човнів).

## Атака на Перл-Гарбор
Для участі у нападі на головну базу Тихоокеанського флоту США японський флот сформував загін із 5 підводних човнів, котрі могли бути носіями мінісубмарин. 19 листопада 1941 року загін вирушив до Гаваїв.
За дві години після опівночі 7 грудня в районі дещо менше ніж за два десятки кілометрів від входу до гавані Перл-Гарбору I-18 запустила свою мінісубмарину. Остання була виявлена біля лагуни Кііхі (кілька кілометрів на схід від входу до гавані Перл-Гарбору) та атакована й потоплена глибинними бомбами.
Не зустрівши на обумовленій точці зустрічі свою диверсійну субмарину, I-18 12 грудня вирушила від Гаваїв до бази на атолі Кваджалейн (Маршаллові острови), куди прибув 24 грудня.

## Другий похід до Гаваїв
4 січня 1942 року I-18 разом із підводними човнами I-22 та I-24 вирушив для бойового патрулювання на біля Гаваїв.
9 січня човен зустрів загін ворожих кораблів, котрий включав авіаносець «Лексінгтон», про що повідомив командування.
24 січня I-18 через перископ провів рекогносцирування атола Мідвей, а наступної доби разом з I-24 він спробував обстріляти цей острів. Першим відкрив вогонь I-24 та встиг випустити кілька снарядів, після чого вогонь у відповідь змусив обидва човни зануритись, причому I-18 так і не встиг почати обстріл.
Про перехід I-18, I-22 та I-24 до Японії був попереджений американський підводний човен USS Gudgeon. Хоча він не зміг виявити саме ці японські кораблі, проте в кінці січня USS Gudgeon потопив I-73.
2 лютого I-18 прибув до Йокосуки.

## Перебазування до Пенангу
Невдовзі 1-шу дивізію включили до новоствореної 8-ї ескадри підводних човнів. Остання на початку квітня виділила загін із 5 підводних човнів, до якого включили й I-18, для дій в Індійському океані на комунікаціях союзників.
16 квітня загін вирушив із Хашираджими (затока Хіросіма). Через дві доби на Японію здійснило рейд авіаносне з'єднання Дуліттла, внаслідок чого висланий в Індійський океан загін дістав наказ пройти північніше від островів Бонін у пошуках ворожих кораблів, проте не досягнув жодного успіху.
27 квітня підводні човни прибули до Пенангу на західному узбережжі півострова Малакка. Сюди ж гідроавіаносець Ніссін доправив мінісубмарини для проведення диверсійних операцій.

## Рейд на Дієго-Суарес
30 квітня 1942-го I-18 полишив Пенанг разом із підводними човнами I-16 та I-20 та попрямував для операції проти африканських портів. Також до операції залучили човни I-10 та I-30, які несли не мінісубмарини, а літаки.
5, 10 та 15 травня підводні човни поповнили запаси пального від переобладнаних легких крейсерів Айкоку-Мару та Хококу-Мару, котрі провадили в Індійському океані рейд проти ворожого судноплавства.
З 20 по 29 травня розвідувальний літак з I-10 здійснив польоти над південноафриканськими портами Дурбаном, Іст-Лондоном, Порт-Елізабет та Саймонс-Тауном (база ВМФ поблизу Кейптауну), а також Дієго-Суаресом на Мадагаскарі. В останньому був виявлений лінкор HMS Ramillies, також в порту перебували 2 есмінці, 2 корвети та 5 транспортів. Як наслідок, Дієго-Суарес обрали для нападу.
30 травня дещо менше ніж за два десятки кілометрів від Дієго-Суаресу загін провів спуск мінісубмарин, при цьому лише I-16 та I-20 вдалось провести цю операцію, тоді як мінісубмарина з I-18 не могла бути використана через проблеми із двигуном (9 червня вона буде скинута за борт). Що стосується рейду в цілому, то він завершився вдало, оскільки мінісубмарині з I-20 вдалось важко пошкодити лінкор та потопити один транспорт (цей результат був найкращим із серії нападів, до якої також відносяться атаки на Перл-Гарбор та Сідней). 
Згодом човни продовжили похід діями проти ворожого судноплавства. 8 червня у Мозамбіцькій протоці I-18 обстріляв та потопив норвезьке судно Wilford (2158 тонн).
1 липня біля південного входу до Мозамбіцької протоки човен обстріляв данське судно De Weert (1805 тонн), котре затонуло через дві доби. А 2 липня човен випустив торпеди по озброєному британському судну Phemius, проте вони здетонували передчасно. Після цього Phemius відкрив вогонь у відповідь по перископу, проте промахнувся.
6 липня в районі за сто вісімдесят кілометрів на північний схід від Дурбана I-18 торпедував, обстріляв та потопив судно Mundra (7341 тонна).
20 липня I-18 провів рекогносцирування острова Родрігес, а 31 липня виконав аналогічне завдання щодо острова Дієго-Гарсія.
2 серпня поблизу Пенангу I-18 мала зустріч з ворожою субмариною, котра, втім, ні до чого не призвела. Через якийсь час після прибуття до Пенангу I-18 відбула до Японії та 23 серпня прибув до Йокосуки, де став на ремонт.

## Рейси до Соломонових островів
17 грудня 1942-го I-18 вирушив з Куре на атол Трук (ще до війни тут була створена потужна база ВМФ, з якої до лютого 1944-го провадились операції у цілому ряді архіпелагів), після чого перейшов до якірної стоянки Шортленд — прикритої групою невеликих островів Шортленд акваторії біля південного завершення острова Бугенвіль, де зазвичай відстоювались легкі бойові кораблі та перевалювались вантажі для подальшої відправки далі на схід Соломонових островів. Завданням човна було взяти участь у доставці вантажів для японського угруповання на острові Гуадалканал.
3 січня 1943-го за два десятки кілометрів на південь від острова Рендова (група островів Нова Джорджія у центральній частині Соломонового архіпелагу) I-18 був атакований американським підводним човном Grayback. Ймовірно, через передчасну детонацію торпеди I-18 не отримав пошкоджень та занурився. 5 січня I-18 доправив 15 тонн вантажу у спеціальних контейнерах до мису Есперанс (північно-західне завершення Гуадалканалу). 11 січня він доставив сюди ж 25 тонн вантажів.
Невдовзі I-18 вже перебував на Труці, звідки вийшов до мису Есперанс з 18 тоннами вантажу. 26 січня він прибув до місця призначення та провів розвантаження. Після цього разом зі ще 8 іншими підводними човнами I-18 брав участь у формуванні «завіси» південніше від Гуадалканалу, котру створили в межах підготовки до евакуації японських сил із цього острова. 2 лютого японське командування отримало повідомлення про перебування американського авіаносного з'єднання в районі на південний схід від острова Сан-Крістобаль та наказало загону підводних човнів вирушити туди. Втім, останні так і не змогли встановити контакт із ворогом. 8 лютого надійшов наказ перейти західніше, де авіаційна розвідка виявила вороже з'єднання за дві з половиною сотні кілометрів на південний схід від островів Реннел. Цього разу I-18 виявила ворога, проте так і не змогла зайняти положення для атаки.
9 лютого евакуація японських військ з Гуадалканалу завершилась, а 11 лютого I-18 повідомив про виявлення американського з'єднання дещо менше ніж за чотири сотні кілометрів на південь від острова Сан-Крістобаль. Водночас сам підводний човен був помічений розвідувальним літаком з легкого крейсера USS Helena. Літак скинув димовий маркер та викликав есмінець USS Fletcher. Останній встановив сонарний контакт та скинув серію глибинних бомб. Через 12 хвилин на поверхні з'явились повітряні пухирі та нафтові плями, а ще через 4 хвилини стався потужний підводний вибух. Були скинуті додаткові три глибинні бомби, після чого на поверхню сплили різноманітні уламки, пробкові та дерев'яні елементи. Разом з I-18 загинули всі 102 особи, які перебували на борту.

## Бойовий рахунок
| Дата       | Назва    | Тип | Тоннаж | Місце                       |
| 08.06.1942 | Wilford  |     | 2158   | 20°20' пд. ш. 36°47' сх. д. |
| 03.07.1942 | De Weert |     | 1805   | 25°12' пд. ш. 35°56' сх. д. |
| 06.07.1942 | Mundra   |     | 7341   | 28°45' пд. ш. 32°20' сх. д. |